# Над безоднею
«Над безоднею» (англ. Fall) — американський фільм 2022 жанру фільм-виживання компанії Lionsgate Films, режисер Скотт Манн. Фільм вийшов у США 12 серпня 2022.

## Сюжет
Компанія із трьох молодих людей: Беккі, її чоловік Ден та їхня подруга Шейла Гантер піднімаються скелею. Ден обганяє Гантер і виривається вперед, але птахи, що вилетіли з гнізда в скелі, дезорієнтують його і він зривається вниз. До стіни він не може дотягнутися і просить Беккі відстебнути карабін, щоб подовжити мотузку. Однак це рішення виявляється згубним, клин виривається зі скелі і Ден падає вниз.
Через рік Беккі досі сумує за чоловіком і в барі заливає горе спиртним. За нею приїжджає батько Джеймс, але вона категорично відкидає його допомогу та відмовляється спілкуватися. На прощання Джеймс ставить запитання: «Чи настільки добрий був Ден, як би він поводився на твоєму місці?»
До Беккі звертається Гантер і пропонує їй здійснити сходження на покинуту телевежу В-67, яку мають знести взимку, і розвіяти з її вершини прах Дена. Беккі, яка не робила сходжень з того скорботного дня, з небажанням погоджується, сподіваючись перемогти свої страхи. Жінки вирушають у пустелю і після ночівлі в найближчому мотелі дістаються до вишки. Вони піднімаються сходами всередині каркасу, потім зовнішніми сходами на 600-метровий стовп, на середині якого прикріплені дві параболічні антени, і на майданчик нагорі стовпа, звідти піднімається вузький шпиль, на вершині якого знаходиться лампа, що попереджає пілотів. Беккі розвіює прах чоловіка, Гантер за допомогою квадрокоптера та телефону робить знімки для свого блогу екстремальних пригод.
Беккі починає спускатись вниз, але зовнішня драбина розвалюється, вона зависає на страхувальній мотузці і Гантер витягує її на майданчик. Спуститись вниз гладеньким стовпом неможливо, а телефони не ловлять сигнал, рюкзак впав на параболічну антену. Гантер помічає поранення на нозі Беккі та перев'язує її. Подруги не падають духом, у ящику на майданчику вони знаходять ракетницю з одним зарядом та бінокль.
Гантер пригадує, що при підйомі на телефон приходили лайки від підписників. Знявши один кед, засунувши в нього телефон, утрамбувавши шкарпеткою та бюстгальтером, Гантер кидає його вниз. Беккі, дивлячись на босу ногу Гантер, бачить татуювання «143» та згадує, що Ден ніколи не казав «I love you», а використовував лише цифри, що означають кількість літер у словах.
Жінки помічають внизу чоловіка, який гуляє із собакою, але він не чує їх криків. Беккі знімає взуття та кидає вниз, в надії, що чоловік зверне увагу. Але чоловік, хоча й звернув увагу на дивну поведінку собаки та оглянув взуття Беккі, йде. Гантер через бінокль бачить, що чоловік приїхав не один, та фургон зупинився на пікнік.
Дочекавшись темряви, Беккі з метою привернути увагу чоловіків, хоча й не з першого разу, запускає сигнальну ракету. Відпочивальники помічають сигнал та через монокуляр бачать жінок, які радіють та вже готуються до порятунку. Але чоловіки замість допомоги викрадають машину Гантер. Вночі, вчергове звернувши увагу на татуювання Гантер, Беккі розповідає про свої підозри. Гантер засмучена і повідомляє, що до весілля Беккі та Дена вона зустрічалась із ним чотири місяці.
Розуміючи, що з наявністю води вони протягнуть довше, Гантер вирішує спуститися за рюкзаком. Довжини мотузки виявляється недостатньо і Гантер, відчепивши карабін, спускається на антени. За допомогою палиці для селфі Гантер вішає рюкзак на мотузку та застрибує сама. Беккі підтягує мотузку, а Гантер підтягується на зустріч. Досягнувши майже драбини, Гантер зривається та летить до рюкзака.
Виглядаючи, Беккі бачить Гантер, що висить на рюкзаку. Гантер каже, що порізала руки та підтягуватись вже не зможе. Беккі підтягує Гантер із рюкзаком.
В якості чергової ідеї приймається рішення відправити до мотелю квадрокоптер із запискою про допомогу. Коли все готово, Беккі відправляє квадрокоптер, але через низький заряд акумулятора вирішує повернути його назад.
Вночі Беккі бачить жахи про те, як прокинувшись, не може знайти поруч Гантер, а повернувши голову, бачить, як Гантер лежить поруч мертва та її об'їдають грифи. Прокинувшись від жаху, Беккі бачить Гантер поруч, та запевняє її, що це був лише поганий сон. Згадавши трюк від Гантер у кафе мотелю, Беккі вирішує зарядити акумулятор квадрокоптера за допомогою патрона лампи телевежі.
Беккі піднімається по вузькій трубі нагору та успішно заряджає дрон, хоча й на неї нападає гриф. Повторне відправлення квадрокоптера йде успішно, але біля самого мотелю його збиває вантажівка. Водій, не звернувши увагу на квадрокоптер, лише оглядає свій автомобіль та їде далі.
Дійшовши до думки, що останній варіант — скинути другий телефон, Беккі просить у Гантер її кед. Але та відповідає, що не може його дати, тому що його тут немає. На зауваження Беккі «Але ж він на твоїй нозі», Гантер відповідає, що сама вона насправді лежить внизу на антені.
Виявилось, що зірвавшись, Гантер не змогла вчепитися за рюкзак та загинула, розбившись об корпус антени. Беккі ж підняла лише сам рюкзак, а її мозок спочатку відмовився усвідомити, що подруга загинула і вона залишилась наодинці, а її нічний кошмар був лише скороминущим усвідомленням цього.
У повному відчаї та напівнепритомному стані Беккі сидить одна на верхній платформі вежі. Гриф, що прилетів починає клювати її поранену ногу, але вона приходить до тями, вбиває птаха та їсть його м'ясо. Усвідомивши всю правду та розуміючи, що краще зробити ще одну спробу врятуватись, Беккі спускається по мотузці до тіла Гантер.
Налякавши грифів, Беккі пише батьку прохання допомогти, знімає з Гантер другий кед, кладе в нього телефон, а сам кед в розкльований живіт подруги, після чого скидає її тіло вниз.
Джеймс (батько Беккі) їде до вежі, де вже працює служба порятунку разом з поліцією. Бачачи, що службовці пакують чиєсь тіло, спочатку думає, що це його донька, але виявилось, що Беккі вже успішно спустили і вона в повному порядку. Беккі біжить до батька.

## У ролях
- Грейс Керолайн Керрі — Беккі.
- Вірджинія Гарднер — Гантер.
- Мейсон Гудінг — Ден
- Джеффрі Дін Морган — Джеймс
- Даррелл Денніс — Ренді.

## Виробництво

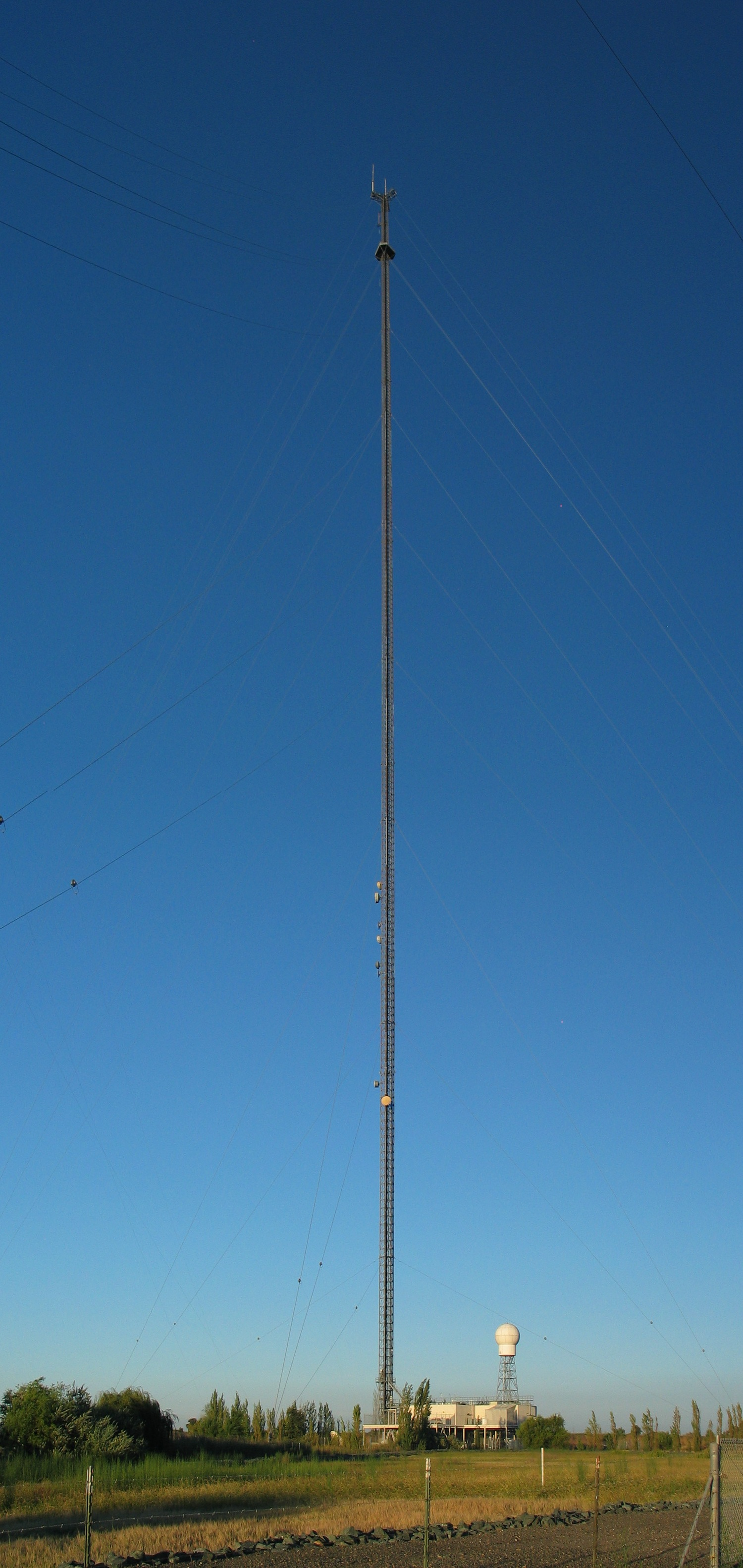
Вишка KXTV/KOVR у Каліфорнії, чий вигляд надихнув творців фільму.

Виробництво фільму обійшлося 3 млн доларів. Фільм знятий у горах Shadow Mountains, у Каліфорнійській пустелі Мохаве. Після завершення виробництва Lionsgate Films набула прав на розповсюдження фільму без мінімальних гарантій для продюсерів. Після успішних пробних показів фільму компанія вирішила випустити фільм у кінотеатрах і наказала команді фільму вирізати чи замінити слово fuck, яке зустрічається у фільмі 30 разів, щоб фільм міг отримати рейтинг PG-13 від Асоціації кінокомпаній замість рейтингу R, що за розрахунками підвищило б прибуток. Оскільки перезйомка сцен зажадала багато часу і грошей, вони звернулися до компанії Flawless, заснованої в 2021 році Ніком Лайнсом і режисером фільму Скоттом Манном, щоб за допомогою технології Deepfake замінити слово fuck на більш прийнятні лайки типу «чорт» і за допомогою синтезу зображень переробити особи акторів під час вимови цих слів. Це був перший проект із використанням послуг компанії Flawless. У результаті фільм отримав рейтинг PG-13. За словами Манна, «нейронні зйомки» були завершені протягом двох тижнів на заключних етапах стадії після виробництва. Творців фільму надихнув вигляд вежі KXTV/KOVR у Валнут-гроув, штат Каліфорнія. Всього разом із випуском та рекламою компанія витратила 4 млн доларів.

## Збори
У США і в Канаді фільм вийшов разом з фільмами Mack &amp; Rita і Bodies Bodies Bodies, які набули поширення, передбачалося, що фільм збере 1-2 млн доларів на 1548 кінотеатрах на вихідних, що починаються. Фільм зібрав 923 тис. доларів у перший день. Він дебютував з 2,5 млн доларів, посівши 10-е місце у прокаті.

## Критика
На сайті Rotten Tomatoes фільм має рейтинг 73 % заснований на 83 відгуках, із середньою оцінкою 6/10. Консенсус критиків говорить: «Абсурдний за своєю суттю, але такий самий зухвало мінімалістичний, як і його назва, фільм — це постійний викид адреналіну для глядачів, готових відсторонитися від зневіри».
Сайт Metacritic дав фільму середній арифметичний у 58 зі 100, на основі огляду 18 критиків, що вказує на «змішані або середні відгуки» Глядачі, опитані CinemaScore, поставили фільму середню оцінку «B» за шкалою від A+ до F, а PostTrak поставили фільму загальну позитивну оцінку 69 %, при цьому 44 % заявили, що безперечно рекомендують його.